# Ramaria largentii
Ramaria largentii és una espècie de bolet de l'ordre dels gomfals (Gomphales) del grups dels peus de rata. És un bon exemple de com és de difícil identificar les espècies de bolets del gènere Ramaria si no és amb una bibliografia especialitzada i l'ajut d'un microscopi.

## Descripció
Mesura de 10 a 20 cm d'amplada i té la típica forma de corall que es ramifica des de la base del peu per formar branques rectes i dretes. Els extrems de les ramificacions també són dividits i formen angles oberts. El bolet és de color salmonat o ataronjat, amb la base més pàl·lida i les puntes de les ramificacions d'un groc crom intens. A la base, la carn és fràgil, blanquinosa i amb aspecte de marbre, mentre que a les ramificacions és de color groc llimona. Desprèn una olor poc evident, sovint una mica química, i té un sabor suau, que esdevé amargant quan el bolet ja és molt madur. L'esporada és de color groguenc ocraci. Les espores mesuren 11-15,5 x 4-4,5 µm, són d'el·lipsoidals a cilíndriques i estan ornamentades per berrugues prominents. Els basidis presenten fíbules a la base.

## Hàbitat i distribució geogràfica
Es tracta d'una espècie que creix sota coníferes, principalment avets, avet roig (Picea abies) i altres coníferes exòtiques (Larix sp.) entre 1.200 i 1.700 m d'altitud, i entre els mesos d'agost, setembre i octubre. No sembla rar en el seu hàbitat.

## Distribució geogràfica
Es troba a Catalunya (el Pallars Sobirà i el Parc Natural del Cadí-Moixeró), Itàlia i Nord-amèrica (Washington, Oregon, el nord de Califòrnia i Colorado).

## Confusió amb altres espècies
Els caràcters definitoris del gènere Ramaria són la mida i l'ornamentació de les espores i les fíbules a la base dels basidis. Pel seu color salmonat, amb els àpexs sovint groguencs, és fàcil de confondre amb el tòxic peu de rata bord (Ramaria formosa).

## Observacions
No es considera verinós, però pot ocasionar reaccions adverses en persones sensibles, com ara trastorns intestinals.